# Jørgen Dich
Jørgen Schneekloth Dich (født 7. oktober 1901 i København, død 16. september 1975 i Aarhus) var en dansk økonom. Professor i økonomi ved Aarhus Universitet 1950-72.
Dich, der på daværende tidspunkt var ansat som statskonsulent i Indenrigsministeriet udkastede i 1935 ideen til Befolkningskommisionen, der efter svensk forbillede skulle udarbejde en samlet strategi for en løsning af sociale problemer. Bl.a. på grund af udbruddet af 2. verdenskrig var de konkrete initiativer begrænsede, men kommissionens betænkninger vurderes af nogle forskere som grundlaget for efterkrigstidens strategier for opbygningen af velfærdsstaten. Han var forfatter til bogen Den herskende klasse, som udkom den 6. november 1973 på Borgens Forlag, der fra 2013 er en del af forlaget Gyldendal, som i 2016 genudgav bogen.
Da med forord af Martin Ågerup, direktør for Center for Politiske Studier (CEPOS).
Dich er beskrevet som marxist og inspirator for Kaare Dybvads bog De lærdes tyranni fra 2017.